# 3-й повітряний корпус (Третій Рейх)
3-й повітряний корпус (нім. III. Fliegerkorps) — авіаційний корпус Люфтваффе за часів Другої світової війни.

## Історія
3-й повітряний корпус сформований у листопаді 1939 року на основі 3-ї авіаційної дивізії. Існував нетривалий термін і незабаром увійшов до складу 4-го повітряного флоту, як командування особливого призначення Люфтваффе (нім. General der Luftwaffe zur besonderen Verwendung).